# Glycyphana quadriguttata
Glycyphana quadriguttata – gatunek chrząszcza z rodziny poświętnikowatych i podrodziny kruszczycowatych.